# Princípio (álbum de Rebanhão)
Princípio é o quinto álbum de estúdio da banda de rock cristão Rebanhão, lançado em junho de 1990 pela gravadora Gospel Records em LP e CD, sendo o primeiro álbum cristão do Brasil a ser lançado no formato compact disc. É considerado por alguns músicos e críticos da mídia especializada como um dos melhores trabalhos da banda e um dos clássicos da música cristã no Brasil.
O álbum foi produzido e arranjado pela própria banda, apesar da produção ter sido creditada à Toninho Abbud, empresário da gravadora Gospel Records. Foi o último trabalho do grupo com a participação de Fernando Augusto, baterista do Rebanhão, e traz temas religiosos contextualizados a questões como vida urbana, desmatamento, depressão e a queda do Muro de Berlim. Do repertório, destaque para músicas como "Palácios" e "Selo do Perdão".
Apontado como um dos marcos do início do movimento gospel, Princípio foi um sucesso de crítica e chegou a ser considerado um dos principais álbuns do grupo. Em 2015, foi considerado, por vários historiadores, músicos e jornalistas, como o 10º maior álbum da música cristã brasileira, em uma publicação dirigida pelo Super Gospel. Mais tarde, foi eleito pelo mesmo portal como o melhor álbum da década de 1990.

## Antecedentes
Depois de lançar Semeador (1986) e Novo Dia (1988) pela PolyGram, o Rebanhão conseguiu uma popularidade definitiva no cenário evangélico e conseguiu, aos poucos, se inserir em espaços até então inéditos para religiosos, como shows em teatros e casas de shows como o Canecão. A musicalidade, por sua vez, foi mais pop do que nos registros antecessores, o que facilitou a penetração nas rádios.
No final da década de 1980, Estevam Hernandes e Toninho Abdud iniciavam o que se tornaria a gravadora Gospel Records, sustentada pela formação recente da Igreja Renascer em Cristo. Um dos destaques desse surgimento era um foco no público jovem e numa geração posterior de bandas de rock. O Rebanhão, por sua vez, foi a primeira contratação de peso do selo, com um contrato de três álbuns.

## Gravação
O álbum foi gravado de forma semelhante a registros anteriores do grupo, com Pedro Braconnot, Paulo Marotta e Carlinhos Felix responsáveis pelos arranjos e produção, além da participação pontual de músicos convidados. Paulinho Trompete ficou responsável pelo saxofone em "Metrô", uma canção piano e voz, formato ainda não explorado pelo grupo. O álbum também explorou temas da época, como o assassinato de Chico Mendes em "Princípio" (de Lucas Ribeiro) e a queda do Muro de Berlim em "Muro de Pedra" e "Arsenal".
Um dos destaques do álbum, "Palácios" foi escrita por Braconnot em 1987, mas não foi utilizada em Novo Dia. Ele disse que. Pela primeira vez, Pedro foi o compositor da maioria das canções de um álbum do Rebanhão, papel que seria ainda maior em projetos seguintes.

## Lançamento e recepção
| Críticas profissionais | Críticas profissionais |
| Avaliações da crítica  | Avaliações da crítica  |
| Fonte                  | Avaliação              |
| ---------------------- | ---------------------- |
| O Propagador           | [ 14 ]                 |
| Super Gospel           | [ 15 ]                 |

Princípio foi lançado em junho de 1990 pela gravadora Gospel Records em vinil e cassete, com sua edição em CD saindo em 1991. O show de lançamento se deu no Rio Sampa.
Ao longo das décadas seguintes, o projeto recebeu aclamação da crítica especializada. O guia discográfico do O Propagador atribuiu nota máxima para o álbum, afirmando que Princípio é um "álbum que mergulhou na cara da nova década, apresentou o novo conceito de música cristã que Janires insistia em seu início", dando destaque a liderança criativa do tecladista Pedro Braconnot. Por meio do Super Gospel, Tiago Abreu afirmou que "o Rebanhão claramente se torna mais pop rock em Princípio" e que "o Rebanhão estava muito à frente de seu tempo".
Dois videoclipes foram gravados para o disco, um para a canção "Ele Te Ouve", ainda em 1990, e outro para a canção "Selo do Perdão" em 1991, após a saída do baterista Fernando Augusto. O videoclipe de "Selo do Perdão" foi produzido para uma campanha de evangelização de Billy Graham no Brasil.
Ao longo de 1990, várias canções do álbum estiveram entre as mais tocadas nas rádios evangélicas, com destaque para "Princípio", "Palácios" e "Selo do Perdão".

## Legado
O álbum foi apontado por artistas, bandas e pela imprensa como um dos mais importantes do cenário evangélico. Em 2015 foi eleito o 10º maior álbum da música cristã brasileira, em uma publicação dirigida pelo Super Gospel. Mais tarde, foi eleito pelo mesmo portal como o melhor álbum da década de 1990, com a justificativa que o projeto marcou o início do movimento gospel e que "é um álbum profundamente contemporâneo em suas críticas de um mundo pós-guerra frustrado, contextualmente cristão no discurso de salvação, e agradavelmente melódico em seus elementos instrumentais. Princípio foi o molde de uma geração de músicos pelo país".

### Reconhecimento
| Publicação   | Reconhecimento                                 | Ano  | Posição |
| ------------ | ---------------------------------------------- | ---- | ------- |
| Super Gospel | 100 maiores álbuns da música cristã brasileira | 2015 | 10      |
| Super Gospel | 100 melhores álbuns dos anos 1990              | 2019 | 1       |

## Faixas
A seguir lista-se as faixas, compositores e durações de cada canção de Princípio, segundo o encarte do disco.
| Lado A |                 |                 |                 |         |  |
| N.º    | Título          | Compositor(es)  | Vocais          | Duração |  |
| 1.     | "Princípio"     | Lucas Ribeiro   | Carlinhos Felix | 2:57    |  |
| 2.     | "Fronteiras"    | Pedro Braconnot | Pedro Braconnot | 4:09    |  |
| 3.     | "Palácios"      | Pedro Braconnot | Pedro Braconnot | 4:50    |  |
| 4.     | "Muro de Pedra" | Paulo Marotta   | Paulo Marotta   | 3:05    |  |
| 5.     | "Metrô"         | Pedro Braconnot | Carlinhos Felix | 2:58    |  |

| Lado B |                     |                                   |                 |         |  |
| N.º    | Título              | Compositor(es)                    | Vocais          | Duração |  |
| 1.     | "Grito de Silêncio" | Pedro Braconnot e Carlinhos Felix | Carlinhos Felix | 4:24    |  |
| 2.     | "Má Sensação"       | Carlinhos Felix                   | Carlinhos Felix | 2:28    |  |
| 3.     | "Ele Te Ouve"       | Carlinhos Felix                   | Carlinhos Felix | 3:45    |  |
| 4.     | "Arsenal"           | Pedro Braconnot                   | Pedro Braconnot | 3:09    |  |
| 5.     | "Selo do Perdão"    | Carlinhos Felix                   | Carlinhos Felix | 4:45    |  |

## Ficha técnica
A seguir estão listados os músicos e técnicos envolvidos na produção de Princípio:
Banda
- Carlinhos Felix - vocal, guitarra, violão
- Pedro Braconnot - vocal, teclado, piano
- Paulo Marotta - vocal, baixo
- Fernando Augusto - bateria

Músicos convidados
- Jefr A. Silva - violão
- Zé Carlos - arranjo de metais, fliscorne em "Selo do Perdão", saxofone e trompete
- Paulinho Trompete - saxofone em "Metrô" e arranjos

Equipe técnica
- Rebanhão - produção musical, arranjos, mixagem
- Jorge Brum - assistente de gravação
- Márcio Paquera - assistente de gravação
- Amaro Moço - engenheiro de gravação e mixagem